# Гончаров, Дмитрий Сергеевич
Дми́трий Серге́евич Гончаро́в (15 апреля 1975, Белиц, ГДР) — российский футболист, вратарь.

## Карьера
Родился в армейском госпитале в Белице, ГДР, где служил его отец, генерал Сергей Фёдорович Гончаров. По состоянию на 2014 год отец возглавлял Всероссийский центр медицины катастроф. С 1982 года семья жила Москве, в первый класс Дмитрий пошёл в Ташкенте.
С 1992 по 1997 выступал за резервистов ЦСКА, всего сыграл за это время 98 матчей. В 1996 году провёл 2 игры (пропустил 3 гола) за основной состав ЦСКА в чемпионате России и ещё 1 встречу в Кубке УЕФА.
Сезон 1997 года провёл в смоленском «Кристалле», сыграл в 21 встрече. В 1998 году выступал за нижегородский «Локомотив», провёл 42 игры. В 1999 году вернулся в ЦСКА, в составе которого сыграл 18 матчей (пропустил 18 голов) в чемпионате, провёл 2 встречи в квалификационном раунде Лиги чемпионов и стал бронзовым призёром чемпионата. По завершении сезона был выставлен на трансфер.
С 2000 по 2001 год играл за воронежский «Факел», в 47 играх чемпионата пропустил 74 мяча, и ещё в 1 встрече Кубка России пропустил 2 гола. Сезон 2002 года начал в другом московском клубе — «Спартаке» (хотя имел предложения и от других команд), после 6 туров чемпионата был вызван Олегом Романцевым на сбор национальной сборной России для подготовки в товарищескому матчу со сборной Франции (17 апреля), однако на поле так и не появился. В том же году перешёл в «Аланию», где выступал до 2003 года, сыграв 14 встреч и пропустив 30 мячей в чемпионате, а также 1 матч (пропустил 2 гола) провёл в Кубке.
Сезон 2004 года провёл в «Кубани», в 6 матчах чемпионата пропустил 10 голов, и ещё сыграл 1 встречу (пропустил 1 мяч) в Кубке. С 2005 по 2006 год играл за «Терек», провёл 21 матч в лиге (пропустил 26 мячей) и 2 игры (пропустил 8 голов) в Кубке России.
Закончил выступления в 31 год из-за межпозвоночной грыжи. Вместе с Андреем Ткачуком в Приморско-Ахтарске владеет гостиницей, пунктом прокатом для сёрфинга, кафе.
В 2014 году выступал со сборной России на Кубке Легенд.

## Достижения
- Бронзовый призёр чемпионате России: 1999 (ЦСКА)
- Серебряный призёр первого дивизиона: 1998 («Локомотив» НН)